# Boretsk
Boretsk (en rus: Борецк) és un poble (un possiólok) de l'óblast de Saràtov, a Rússia, segons el cens del 2010 tenia 90 habitants. Pertany al districte municipal de Romànovka.